# Bakary Dibba
Bakary Dibba (Copenaghen, 23 ottobre 2001) è un cestista danese.